# (43819) 1992 LL
1992 أل أل (ويعرف أيضًا باسم (43819) 1992 أل أل وفق تسمية الكوكب الصغير) (بالإنجليزية: 1992 LL)‏ هو كويكب ضمن حزام الكويكبات؛ وترتيبه 43819 من حيث الاكتشاف.
اكتُشف هذا الجُرم الفلكي بواسطة Gregory J. Leonard ‏ في 3 يونيو 1992.

## وصلات خارجية
- (43819) 1992 LL في قاعدة بيانات مختبر الدفع النفاث لأجرام النظام الشمسي الصغيرة

- الاكتشاف · مخطط المدار ·  العناصر المدارية · المعلمات المادية

- (43819) 1992 LL على موقع ويكي سكاي: DSS2, SDSS, GALEX, IRAS, Hydrogen α, X-Ray, Astrophoto, Sky Map, Articles and images